# ボルソルン
ボルソルン（古ノルド語: Bölþorn、Bölthorn）またはベルソル（「災いの茨」の意。古ノルド語: Bölthor、Bölþorr）は、北欧神話に登場する古代のヨトゥン族（霜の巨人）である。

## ギュルヴィたぶらかし
『スノッリのエッダ』第一部『ギュルヴィたぶらかし』において、ボルソルンは、アース神族のオーディンの母となるベストラの父とされている。
なお、ドナルド・A・マッケンジー『北欧のロマン ゲルマン神話』（東浦義雄、竹村恵都子訳、大修館書店）においては、ベストラの父はボルソルンではなくユミルであるとされている。
（詳細はベストラを参照）

## ハヴァマール
『古エッダ』の『ハヴァマール』第140節によると、ベルソル（ボルソルン）は、オーディンに9つの神秘的なまじない、あるいは「歌」(galdrar)を教えた無名の巨人の父親であったとされている。